# BGP Records
BGP Records ("Beat Goes Public") is een Brits platenlabel.
BGP brengt jazz, soul en funk opnieuw uit, in licentie van klassieke jazz- en blueslabels als Prestige, Riverside, Fantasy Records, Blue Horizon en Stax.
Het label, onderdeel van Ace Records, werd ooit geleid door de diskjockeys Gilles Peterson en Baz Fe Jazz.